# Revoluční výbor čínského Kuomintangu

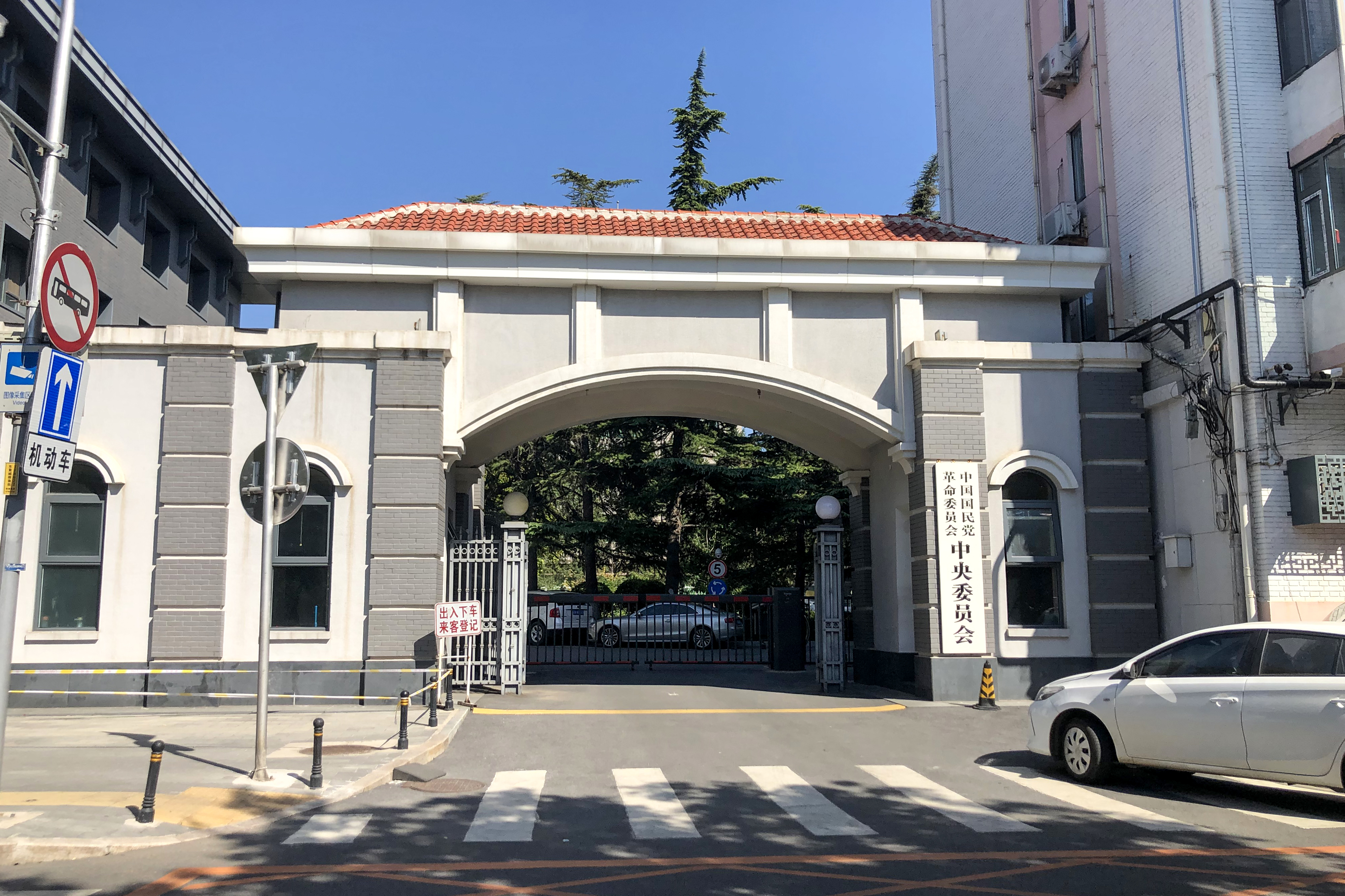
Zde probíhala revoluční výbor čínského Kuomintagu

Revoluční výbor čínského kuomintangu (RCCK) je jedna z osmi minoritních politických stran v Čínské lidové republice. Byla založena 1. ledna 1948 levým křídlem Kuomintangu (KMT), které nesouhlasilo s Čankajškem.
Předsedou strany je od roku 2012 Wan E-siang. Na konci roku 2017 měla 131 410 členů.